# When (альбом)
When  — дебютный альбом американского актера и музыканта Винсента Галло, выпущенный в октября 2001 года на музыкальном лейбле Warp Records, достигший 44-го места в чарте независимых альбомов Великобритании. Альбом был записан в период осени и зимы 2000 года и в январе 2001 года.

## Критика
Музыкальный критик Тим ДиГравина из AllMusic оценил альбом на 4,5 звезды из 5, сравнил Галло с Джимми Скоттом, Яном Мастерсом из Pale Saint и Айра Капланом из Yo la Tengo, а также назвал большинство песен с альбома «минималистичными, угрюмыми и джазовыми».
Дэвид М. Пекораро в своей рецензии для веб-журнала Pitchfork отметил, что «банальность текстов» создает эффект «интимного разговора», «как будто мы стоим за дверью комнаты Галло, а он сидит на своей кровати внутри с гитарой в руке, погрязший в жалости к себе». В целом критик положительно оценил альбом и сказал, что это «великолепная коллекция песен, которая четко отображает создателя».
Джеймс Кист из Exclaim! охарактериховал жанр альбома как «путешествие в стиле боссанова в мрачную поп-музыку», сравнил пение Галло с Четом Бейкером и назвал «When» «хорошим, нетипичным и эксцентричным» альбомом.
Алекс Нидхэм и журнал NME оценили альбом на 3,5 звезды из 5 и сказал, что альбом хорош, но «понять почему этот альбом хорош, сложно».
Сара Лавджой из Drowned in Sound сказала, что главная проблема альбома в том, что «это идеальный саундтрек к фильму, только без фильма» и оценила «When» на 5 из 10 баллов.
В 2015 году британский музыкальный журнал Clash поместил альбом в список «7 лучших: Альбомы артистов, более известных другими вещами» и отметил, что тексты песен «похожи на содержание дневника подростка».

## Признание
В 2004 году песня «Yes I'm Lonely» была использована в финальных титрах видеоигры «Phantom Dust» и включена в оригинальный саундтрек.
В 2009 году в связи с двадцатилетием лейбла Warp Records вышел альбом «Warp20 (Recreated)», в который вошли кавер-версии разных музыкантов, среди которых была композиция «When», исполненная группой Maxïmo Park. В 2010 году группа дала интервью совместному проекту российского издания Look At Me и британского журнала Fact Magazine, в котором сказали: «На самом деле Галло совсем не такой, каким все его себе представляют. Люди всегда поднимают брови, когда узнают, что он выпускался на Warp, хотя и с нами каждый раз происходит та же самая история. Так что мы чувствуем, что между нами есть что-то общее».
В 2016 году песни «Honey Bunny» и «So Sad» (которая не была включена в итоговый треклист альбома) были включены британской рок-исполнительницей PJ Harvey в плейлист «Brexit Blues Vol. 2», который она создала специально для музыкальных сервисов Spotify и Apple Music.
В 2024 году английский футболист Алфи Уайтмен ответил на вопрос журнала The Fader об особенных для него песнях: «У меня есть две песни с альбома Винсента Галло «When»; когда я ездил в Швецию в 2021 и 2022 годах, во время игр в футбольном клубе Дегерфорс и проводил там много времени в одиночестве, классика переживания расставания. Это несколько песен, которые я часто ставил на повтор».

## Промокампания
Галло практически никак не продвигал альбом, кроме того, что выпустил музыкальное видео на сингл «Honey Bunny», режиссером которого выступил сам музыкант. В видеоклипе несколько женщин кружатся на специальном круге, главную роль исполнила модель Пэрис Хилтон, также в клипе появляется сам Галло и певица Тереза Вэйман.

## Список композиций
Слова и музыка всех песен — Винсент Галло.
| №                   | Название                                      | Перевод                                      | Длительность |
| ------------------- | --------------------------------------------- | -------------------------------------------- | ------------ |
| 1.                  | «I Wrote This Song for the Girl Paris Hilton» | Я Написал Эту Песню для Девушки Пэрис Хилтон | 4:10         |
| 2.                  | «When»                                        | Когда                                        | 4:35         |
| 3.                  | «My Beautiful White Dog»                      | Моя Прекрасная Белая Собака                  | 4:00         |
| 4.                  | «Was»                                         | Был                                          | 3:24         |
| 5.                  | «Honey Bunny»                                 | Милый Кролик                                 | 4:22         |
| 6.                  | «Laura»                                       | Лора                                         | 4:58         |
| 7.                  | «Cracks»                                      | Трещины                                      | 3:35         |
| 8.                  | «Apple Girl»                                  | Яблочная Девочка                             | 3:14         |
| 9.                  | «Yes I'm Lonely»                              | Да, Я Одинок                                 | 3:51         |
| 10.                 | «A Picture of Her»                            | Ее Фотография                                | 6:44         |
| Общая длительность: | Общая длительность:                           | Общая длительность:                          | 42:57        |

Песня «So Sad» была записана вместе с другими композициями во время музыкальной сессии, но не была включена в финальный треклист альбома. Позже, 10 декабря 2001 года песня вышла в качестве сингла.

## Чартография
| Чарт (2001)          | Высшая позиция |
| -------------------- | -------------- |
| Франция (SNEP)       | 117            |
| Великобритания (OCC) | 44             |